# 波戈溪乡
波戈溪乡，是中华人民共和国四川省甘孜藏族自治州巴塘县下辖的一个乡镇级行政单位。

## 行政区划
波戈溪乡下辖以下地区：
益金村、波戈溪村、夺格村、重戈顶村、那多村和当恩村。